# Max Mezger
Max Mezger (* 3. Februar 1876; † 5. Januar 1940 in Potsdam-Bornim) war ein deutscher Schriftsteller.

## Leben
Max Mezger war Verfasser von Werken über Botanik und Gartenbau. Daneben schrieb er eine Trilogie von Jugendbüchern über die Hauptfigur „Monika“. Am erfolgreichsten war der 1931 erschienene erste Band „Monika fährt nach Madagaskar“, der es bis Mitte der 1950er Jahre auf eine Gesamtauflage von über 100.000 Exemplaren brachte und u. a. ins Englische, Französische, Italienische, Dänische, Norwegische, Polnische, Schwedische, Slowakische und Tschechische übersetzt wurde.

## Werke
- Aufruhr auf Madagaskar. Leipzig 1930.
- Monika fährt nach Madagaskar. Berlin 1931.
- mit Hans Ludwig Oeser: Das nieverlorene Paradies. Berlin 1935.
- Der junge Florian. Berlin 1936.
- mit Max Baur: Mandi. Berlin 1937.
- mit Gerda Mezger: Meine Frau, die Gärtnerin. Berlin 1937.
- mit Gerda Mezger: Monika im Strohdachhaus. Baden-Baden u. a. 1941.
- mit Gerda Mezger: Monikas Flaschenpost. Baden-Baden 1941.

## Übersetzungen
- Harry E. Raabe: Kannibalennächte. Leipzig 1929.

| Personendaten    | Personendaten            |
| ---------------- | ------------------------ |
| NAME             | Mezger, Max              |
| KURZBESCHREIBUNG | deutscher Schriftsteller |
| GEBURTSDATUM     | 3. Februar 1876          |
| STERBEDATUM      | 5. Januar 1940           |
| STERBEORT        | Potsdam-Bornim           |